# Era pioneira da aviação

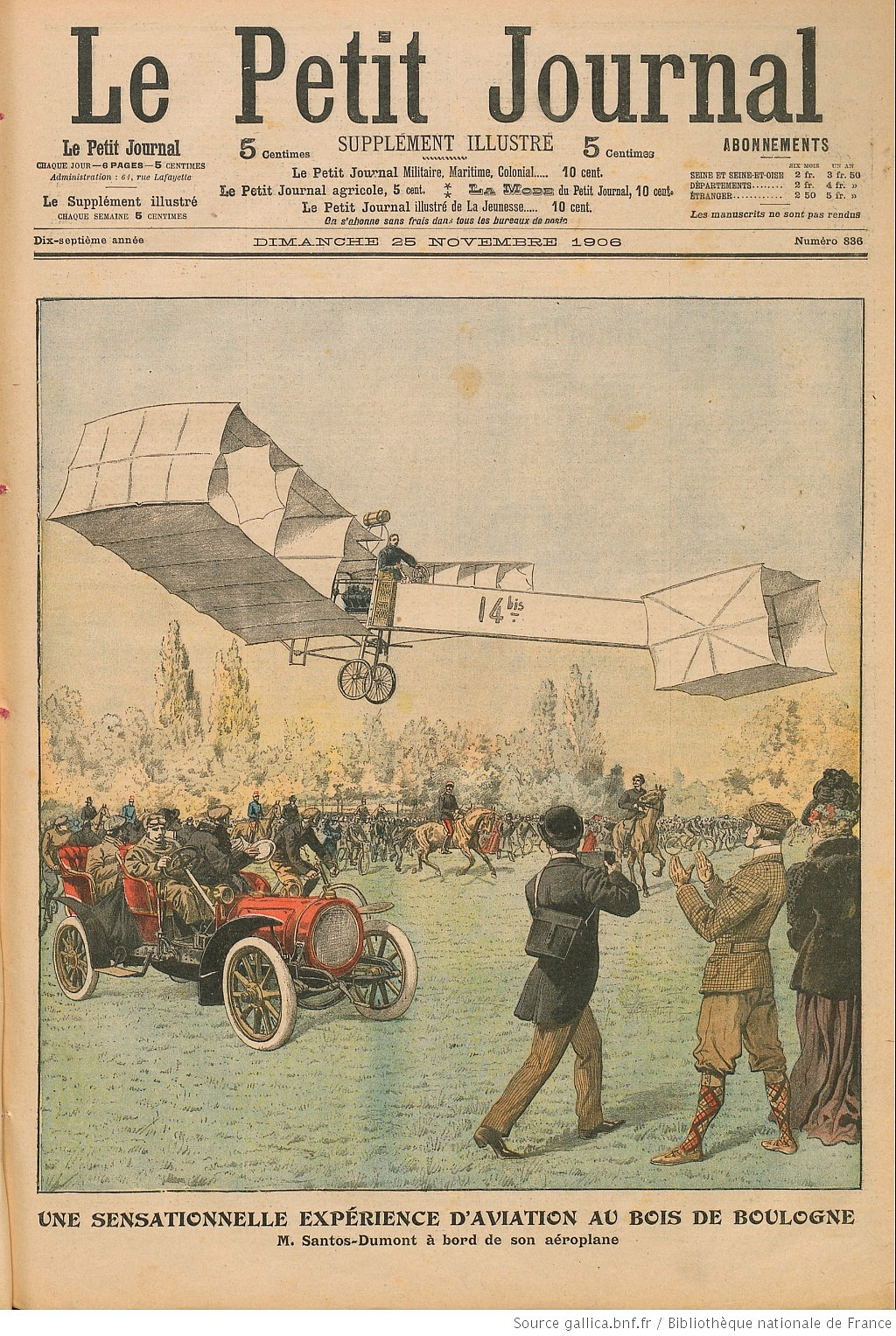
Manchete de capa do Le Petit Journal com ilustração do voo de Santos Dumont em 12 de novembro de 1906.

O termo era pioneira da aviação, refere-se ao período da história da aviação anterior à Primeira Guerra Mundial, geralmente aceito como sendo os primeiros anos do século XX entre 1901 e 1914.
Uma vez que os princípios de voo motorizado controlado foram estabelecidos, houve um período no qual várias configurações de avião diferentes foram testadas. Em 1914, a configuração de biplanos por tração tornou-se a mais popular forma de projeto de aviões, e permaneceu assim até o final da década de 1920. O desenvolvimento de motores de combustão interna que permitiu os voos dos mais pesados que o ar, produziram avanços rápidos no voo dos mais leves que o ar, particularmente os alemães, onde a companhia Zeppelin, rapidamente se tornou líder na construção de dirigíveis.
Durante esse período a aviação deixou de ser vista como uma iniciativa amadora de entusiastas excêntricos para ser uma tecnologia estabelecida, criando um conjunto de empresas do ramo de construção aeronáutica, estabelecimentos de pesquisa e cursos universitários, tornando a aviação um assunto de grande interesse popular. Feiras de aviação, tais como a Grande Semaine d'Aviation de la Champagne de 1909 e corridas aéreas, como a Copa Gordon Bennett e o Circuit d'Europe atraiam enorme audiência, e pilotos de sucesso como Jules Védrines e Claude Grahame-White tornaram-se celebridades.

## Uma tecnologia emergente

### Dirigíveis

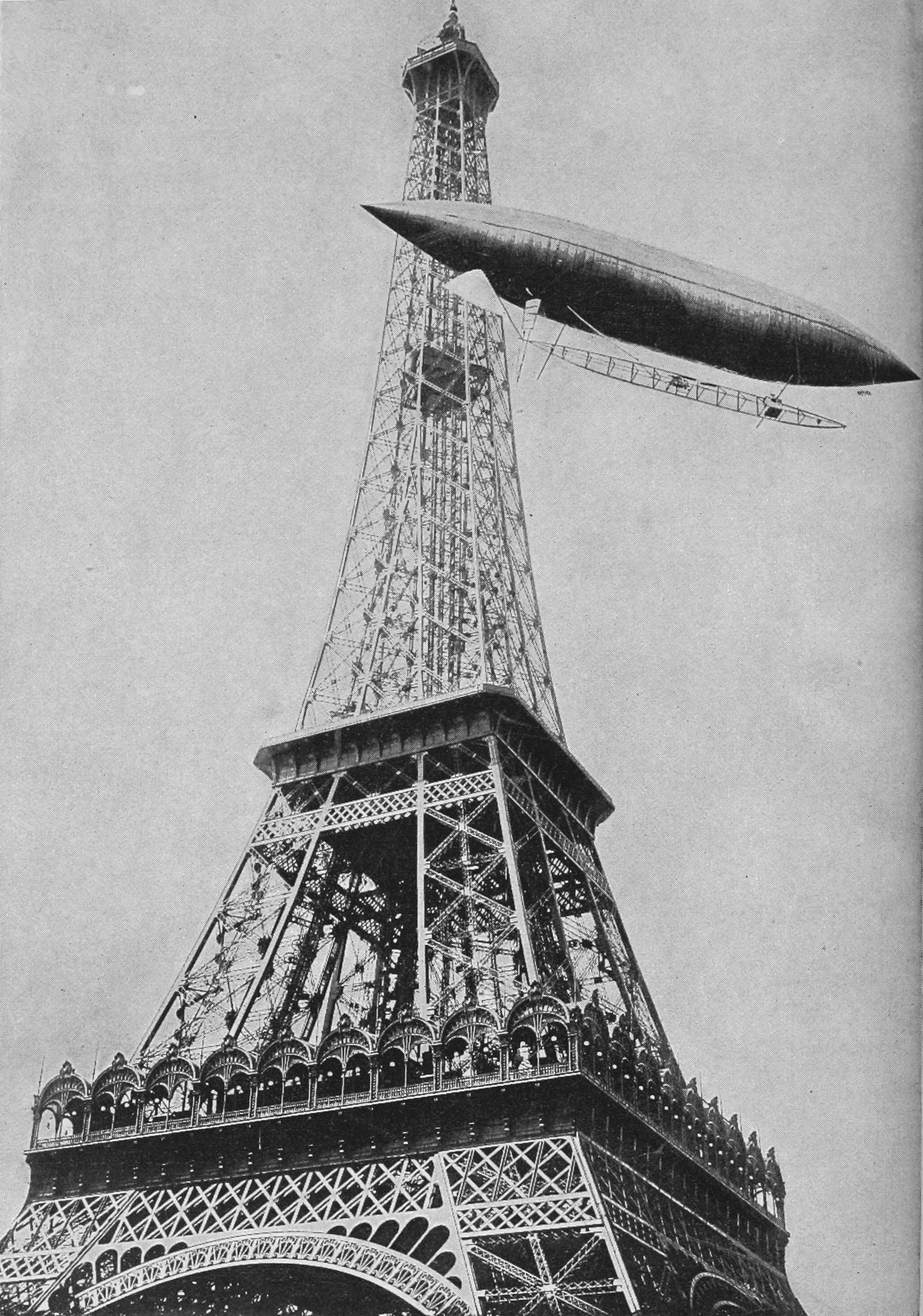
Santos Dumont contornando a Torre Eiffel com seu dirigível
em 19 de outubro de 1901.

Nesse período, a disponibilidade de motores leves movidos à gasolina revolucionou também o processo de desenvolvimento dos dirigíveis. Santos Dumont adquiriu status de celebridade em 1901 vencendo o prêmio por fazer um voo controlado de um dirigível ida e volta entre o Parc de Saint-Cloud e a Torre Eiffel.
Na Alemanha, o conde Ferdinand von Zeppelin foi o pioneiro na construção de grandes dirigíveis rígidos: seu primeiro projeto de 1901, teve sucesso apenas limitado; o segundo não foi construído até 1906, mas seus esforços geraram um grande orgulho patriótico no povo alemão: tanto que quando seu quarto dirigível, o LZ 4 foi destruído numa tempestade uma campanha de doações pública angariou mais de seis milhões de marcos para permitir que ele continuasse seus estudos.
A primeira empresa de transporte aéreo comercial, a DELAG, foi criada na Alemanha em 1910, usando apenas dirigíveis Zeppelin, oferecendo voos de turismo ao invés de serviços de transporte regular. No início da Primeira Guerra Mundial em 1914, 1.588 voos haviam sido efetuados carregando 10.197 passageiros pagantes.

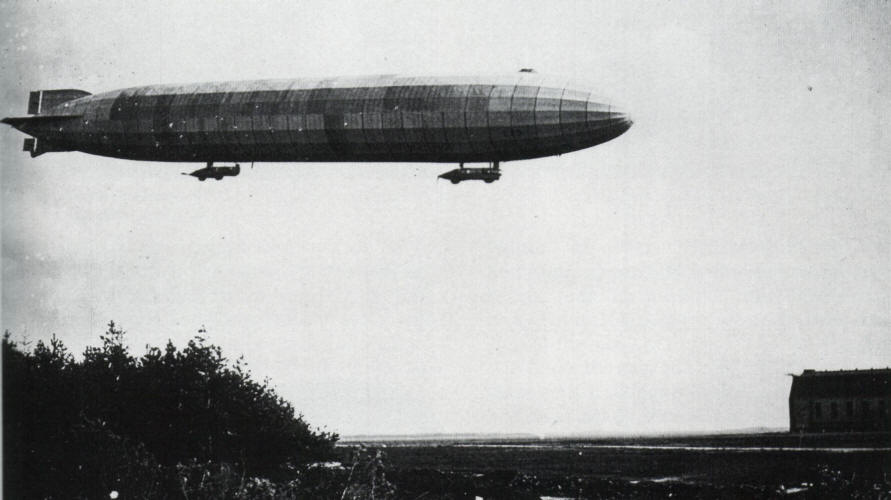
O Zeppelin LZ-66/L-23 de 1916.

Os militares ficaram muito impressionados por esses grandes dirigíveis, muito superiores em poder de carga e raio de ação dos "mais pesados que o ar" da época, e causaram grande preocupação em outros países, especialmente a Inglaterra. A Alemanha era o único país com a capacidade de construir dirigíveis rígidos, e os dirigíveis em desenvolvimento em outros lugares eram concentrados nos modelos não rígidos "blimp" e semirrígidos. A única tentativa britânica de construir um grande dirigível rígido, o HMA No. 1, se partiu antes de fazer um único voo e foi abandonado, e o único modelo francês desse tipo que foi construído, não teve sorte muito melhor.

### Planadores, alegações e pesquisas

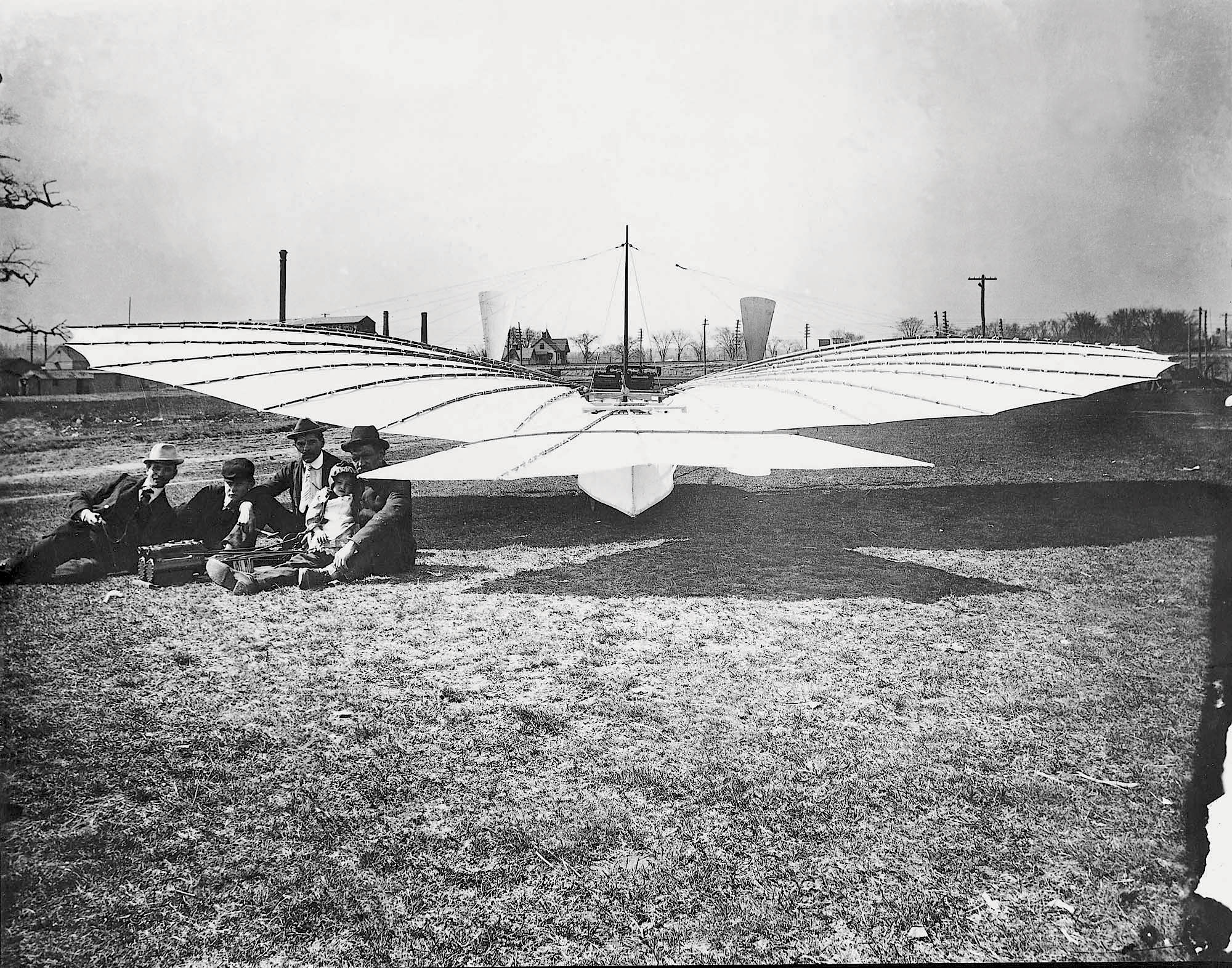
Gustave Whitehead com a filha no colo e seu monoplano de 1901. O motor que impulsionava as rodas do trem de pouso frontal está no chão à frente dos demais.

O início desse período foi marcado pela evolução nos testes com planadores e algumas alegações até hoje questionadas: em 8 de agosto de 1901, Wilbur Wright consegue um voo de 118,5 m em Kitty Hawk, Carolina do Norte com o seu Planador Wright de 1901. Logo em seguida, veio o alegado voo de Gustave Whitehead em 14 de agosto de 1901, com dados inconsistentes de um voo de 10 minutos em Fairfield, Connecticut e várias fotos do seu "modelo No. 21", porém nenhuma delas exibindo a aeronave em voo. Apesar disso, essa reivindicação é aceita hoje em dia pela Jane's All the World's Aircraft como sendo o primeiro voo controlado e sustentado de uma aeronave mais pesada que o ar, apesar de outras instituições, incluindo o Smithsonian Institution, discordarem.
Em 3 de outubro de 1901, Wilhelm Kress testou seu Drachenflieger, um hidroavião de dois cascos triplano, a primeira aeronave com flutuadores motorizada, na Áustria-Hungria. Ele começou a alçar voo quando Kress diminuiu a velocidade e tentou fazer uma curva para evitar um obstáculo, causando um capotamento. Em novembro daquele mesmo ano, os irmãos Wright iniciaram experimentos com seu túnel de vento caseiro em Dayton, Ohio, para otimizar o desenho das asas do que viria a ser o Planador Wright de 1902. Durante esses experimentos, que foram até dezembro, eles essencialmente desenvolveram o entendimento moderno de aerodinâmica.

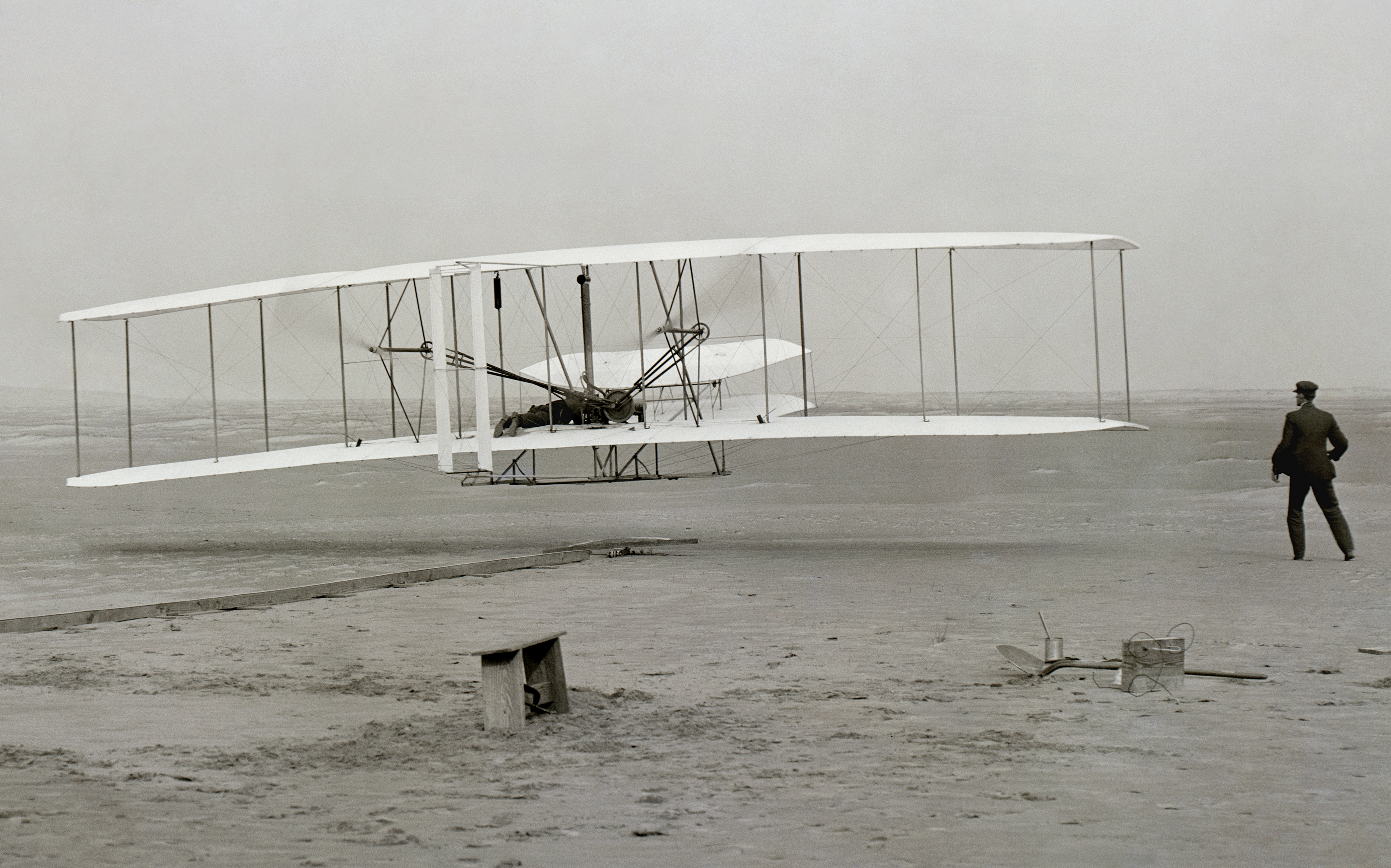
O "primeiro voo"
do Flyer I
com Orville nos controles.

Duas outras reivindicações de voos ocorreram em 1902: a primeira, mais uma vez de Gustave Whitehead em 17 de janeiro, desta vez para um voo circular de 11 km sobre a água numa aeronave equipada com um motor de 40 hp, com rodas e flutuadores no trem de pouso. Ele supostamente pousou na água próximo ao ponto de partida; a segunda, de Lyman Gilmore, dos estados Unidos, que reivindicou ter sido a primeira pessoa a voar uma aeronave motorizada (um planador equipado com motor a vapor), mas sem testemunhas. Nenhuma dessas afirmações recebeu qualquer tipo de crédito oficial. Em outubro daquele mesmo ano, os irmãos Wright completaram o desenvolvimento do sistema de controle em três eixos com a incorporação de um leme móvel conectado com o sistema de arqueamento das asas no seu Planador Wright de 1902. Em seguida, efetuaram vários voos controlados com seu planador, incluindo um de 189,7 m em 26 segundos. O Planador Wright de 1902 foi a base prática para a sua patente do sistema de controle usado até hoje nas modernas aeronaves de asa fixa.
Em 23 de março de 1903, Os irmãos Wright entraram com um pedido de patente para um avião baseado no desenho do seu Planador Wright de 1903. Em março e maio daquele mesmo ano, Richard Pearse foi mencionado como tendo feito um voo com um mais pesado que o ar motorizado, um monoplano de sua própria construção em Canterbury, Nova Zelândia. Outro voo que teria ocorrido em agosto por Karl Jatho com sua aeronave motorizada mais pesada que o ar em frente a um "público" de quatro pessoas. Sua aeronave voou por cerca de 60 m a menos de um metro do solo. Nenhum desses eventos recebeu crédito oficial. Em outubro, Samuel Langley efetuou os primeiros testes da versão inicial em tamanho real e tripulada do seu "Aerodrome". O piloto, Charles Manly, quase se afogou quando a máquina escorregou da sua estrutura de lançamento sobre uma casa flutuante e caiu no rio Potomac. Em novembro, Léon Levavasseur demonstrou o seu motor Antoinette projetado especificamente como um motor leve para aeronaves.
Em seguida veio a questão do "voo" dos irmãos Wright. Em 17 de dezembro de 1903, segundo suas anotações, eles fizeram supostos quatro voos no seu Flyer em Kitty Hawk, Carolina do Norte. O  suposto primeiro voo, segundo anotações o próprio Orville, durou apenas 12 segundos, numa forma muito rudimentar de definir um avião em voo. A única suposta foto que não tem data, é datada por americanos, disponível de fato em si, registra o Flyer deixando a rampa de decolagem. Se o primeiro "voo" durou apenas 12 segundos como descreve Orville, ele seria na verdade, pouco mais que um salto. Isso sem mencionar o fato de que para decolar, o Flyer dependia de meios externos, como uma rampa de decolagem e o vento contrário, o que desqualifica como um "avião". Na quarta tentativa, ainda segundo as anotações deles, Wilbur supostamente voou 260 m em 59 segundos.

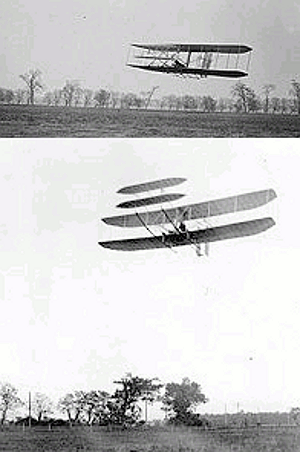
Os planadores Wright:
o Flyer II (1904), acima,
e o Flyer III (1905), abaixo.

Mesmo considerando o voo dos Wright de dezembro de 1903, o suposto primeiro vôo de uma aeronave motorizada mais pesada que o ar, e que em 1905 eles supostamente estavam executando voos de duração considerável, as suas conquistas eram muito pouco conhecidas do público em geral, e normalmente desacreditadas. Depois de seus voos em 1905, os Wright interromperam a evolução das suas aeronaves e se concentraram em tentar explorar sua invenção comercialmente, tentando fazer com que as autoridades militares dos Estados Unidos se interessassem por ela, e depois de rejeitados, tentaram a França e a Grã-Bretanha.
Consequentemente, tentativas de conseguir voo motorizado continuaram, principalmente na França. Para divulgar o concurso aeronáutico que ocorreria na Feira Mundial de St. Louis, Octave Chanute fez algumas apresentações nos maiores aeroclubes da Europa central, basicamente compartilhando seu entusiasmo sobre os voos dos planadores e a sua evolução. Ele exibiu várias fotos de seu próprio planador voando em testes, assim como dos planadores dos irmãos Wright voando em 1901 e 1902.
Todas essas palestras foram reproduzidas pelos jornais dos clubes. A palestra para os membros do Aéro-Club de France em abril de 1903 foi a mais conhecida e a edição de agosto de 1903 do l'Aérophile continha um artigo de Chanute no qual ele incluiu desenhos de planadores (dos seus e dos Wright), e uma descrição vaga das técnicas usadas, registrando: "está se aproximando de forma clara, o tempo em que os problemas de controle e equilíbrio estarão resolvidos, será seguro então, equipá-los com um motor e uma hélice". A apresentação de Chanute incentivou Ernest Archdeacon, um dos fundadores do Aéro-Club a concluir sua descrição dessas apresentações, da seguinte forma:
Archdeacon— Irá a terra natal dos irmãos Montgolfier ter vergonha de permitir que a descoberta recente da ciência aérea - com certeza eminente... aconteça no exterior? Senhores estudiosos, para sua orientação! Vocês, os Mecenas; e vocês também, o Governo; ponham suas mãos nos bolsos; caso contrário, seremos batidos!

Planador Lilienthal Normalsegelapparat de Otto Lilienthal, tido como o "Pai da Aviação" e "Rei do Planador", em 29 de Junho de 1895.

Em outubro de 1904, o Aéro-Club de France anunciou uma série de prêmios para conquistas em voos motorizados, mas pouco trabalho prático foi feito: Ferdinand Ferber, um oficial do exército, que em 1898 fez experiências com um planador baseado no Lilienthal Normalsegelapparat ‎ de Otto Lilienthal, continuando seu trabalho sem nenhum sucesso aparente. Archdeacon encomendou a construção de um planador baseado nos desenhos dos irmão Wright, porém menor e sem controle de rolagem que fez alguns pequenos "voos" em Berck-sur-Mer em abril de 1904, pilotado por Ferber e Gabriel Voisin, sendo o mais longo deles de apenas 29 m (comparado com o de 190 m obtido pelos Wright em 1902). Um outro planador, baseado nos desenhos dos Wright foi construído por Robert Esnault-Pelterie, que julgava o sistema de arqueamento das asas pouco seguro, e no lugar colocou um par de superfícies de controle à frente das asas, com a intenção de atuar também como profundores. Esse é o primeiro registro do uso de ailerons. Esse mecanismo não foi bem-sucedido e Esnault-Pelterie usou essa sua falha mais tarde para sustentar sua posição de que as reivindicações dos irmãos Wright eram infundadas. No entanto, o seu desenho não era uma cópia exata daquele dos irmão Wright, particularmente em ter um "camber" de asa muito maior. A cópia de Ferber também não obteve sucesso. Ela foi uma cópia bastante grosseira, sem nervuras nas asas para manter o "camber" idêntico, mas ficou notabilizada por ter sido equipada mais tarde com superfícies estabilizadoras fixas na traseira, a primeira aparição desse tipo de componente numa aeronave de tamanho real.
Archdeacon abandonou o planador de 1904 depois dos primeiros testes e encomendou um segundo, que foi construído por Gabriel Voisin em 1905; este se partiu no ar quando era rebocado por um carro, felizmente carregando sacos de areia no lugar de um piloto. Voisin construiu então um outro planador, montado sobre flutuadores, introduzindo a cauda estabilizadora em formato de pipa caixa, que viria a ser uma característica da sua futura aeronave: ela foi testada com sucesso rebocada por uma lancha em 8 de junho de 1905, o planador de Voisin e uma aeronave similar construída para Louis Blériot foram testadas em 18 de julho. O voo da aeronave de Blériot terminou em queda, na qual Voisin, o piloto, quase morreu afogado. Voisin e Blériot então, construíram biplano motorizado com asas em tandem, que foi objeto de várias modificações, sem obter nenhum sucesso.
Detalhes completos do sistema de controle dos irmãos Wright foram publicados na revista l'Aérophile na edição de janeiro de 1906, deixando claro o mecanismo e as razões aerodinâmicas. Apesar disso, a importância fundamental do controle lateral na execução de curvas, não foi compreendida, e os pioneiros franceses insistiam em construir aeronaves estabilizadas aerodinamicamente.
Em 1906, Santos Dumont], começou seus testes com o objetivo de fazer voar uma aeronave mais pesada que o ar. Em julho foram feitas as primeiras experiências com sua aeronave formada por seis células de Hargrave com asas em diedro, pendurando-o em um cabo de aço esticado entre dois postes. Logo em seguida partiu para experiências com seu aeropalno pendurado ao dirigível No. 14, daí o seu nome 14-bis.
Depois de mais testes e a escolha de um motor mais potente, em 23 de outubro. Em 1906, Santos Dumont efetuou o primeiro voo de uma aeronave motorizada, mais pesada que o ar oficialmente reconhecido, com o seu "14-bis", com um voo de 60 m em sete segundos a cerca de dois metros de altura, sem auxílio de nenhum meio externo nas colinas de Bagatelle dentro do parque Bois de Boulogne, Paris, diante de mais de mil espectadores. Esteve presente ao evento a Comissão Oficial do Aeroclube da França, entidade reconhecida internacionalmente e autorizada a homologar qualquer evento marcante, tanto no campo dos aeróstatos como no dos "mais pesado que o ar".

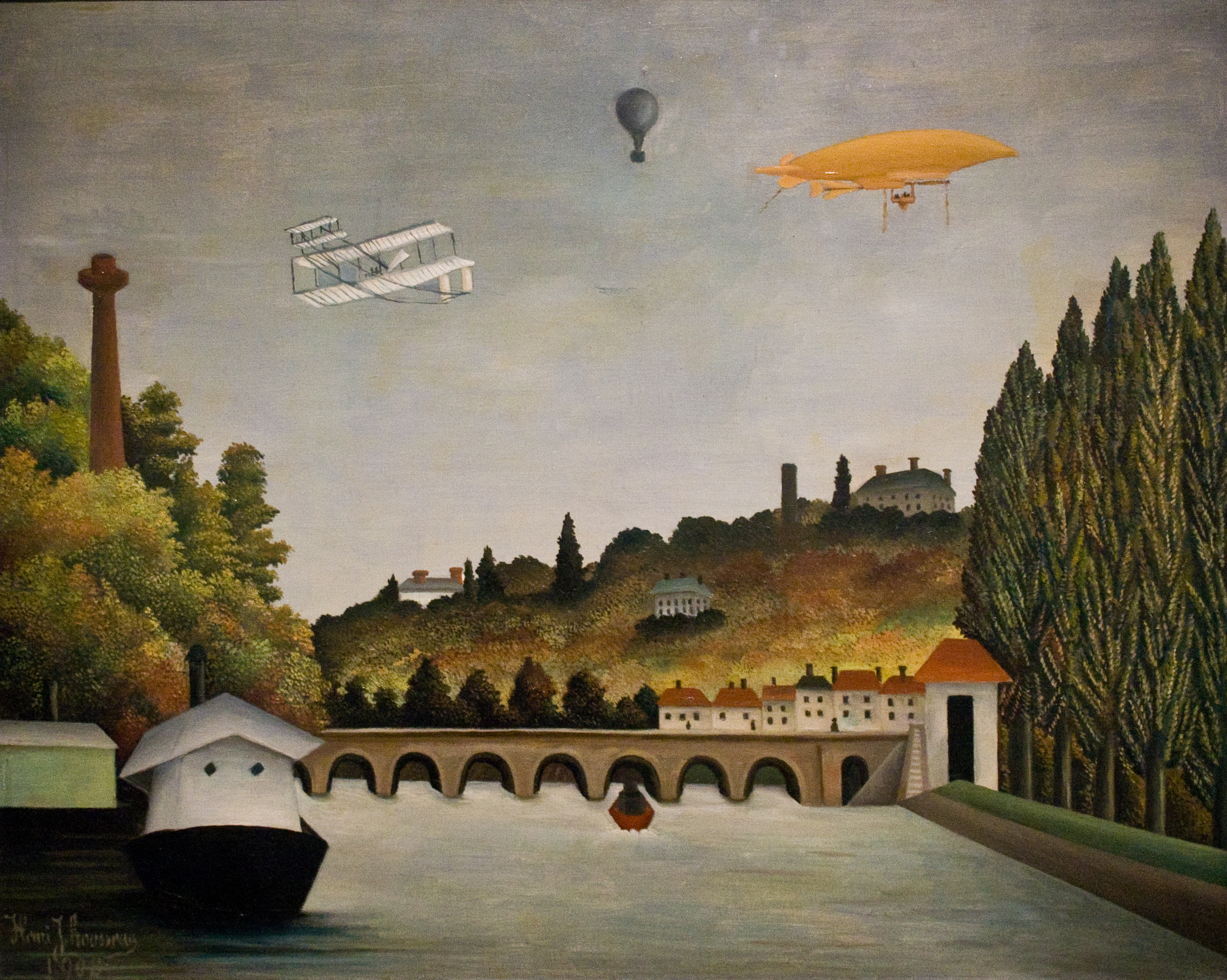
A pintura Vue du Pont de Sévres, de 1908 por Henri Rousseau.

Em 12 de novembro de 1906, com uma versão melhorada do "14-bis" equipada com ailerons para ajudar no controle de direção, percorreu 220 metros em 21,5 segundos, estabelecendo o recorde de distância da época, e o vôo foi reconhecido e oficializado como " o primeiro vôo de uma máquina mais pesada que o ar a voar por meios próprios", segundo a Federation Aeronautique Internationale (FAI).
Mais cedo naquele ano, Gabriel Voisin havia criado sua própria companhia de construção de aeronaves em Billancourt. A sua primeira aeronave bem-sucedida, totalmente desprovida de controle lateral, foi o biplano Delagrange No.1, batizado de acordo com seu dono, Léon Delagrange. Ele voou pela primeira vez pilotado por Voisin em 30 de março de 1907, e em fevereiro de 1908, um segundo exemplar, o Farman No.1, pilotado por seu dono, Henri Farman, ganhou a comenda Archdeacon-de la Meurthe do Grand Prix d'Aviation para o primeiro voo em circuito fechado de mais de um quilômetro oficialmente observado. Entre os mais persistentes pesquisadores franceses, estava Louis Blériot, que depois de uma breve sociedade com Gabriel Voisin, criou sua própria companhia, a Recherches Aéronautiques Louis Blériot e produziu uma série de projetos de monoplanos. Em 16 de novembro de 1907, ele voou com sucesso o seu Blériot VII, um monoplano com superfícies de cauda com movimentos independentes para controle de rolagem e arfagem. Essa aeronave, que é reconhecida como sendo o primeiro monoplano bem-sucedido, foi destruído numa queda, mas logo seguido por um outro desenho.
Enquanto isso, nos Estados Unidos, a Aerial Experiment Association (AEA), foi fundada por Alexander Graham Bell, John McCurdy e seu amigo, Frederick Walker Baldwin, dois engenheiros recém graduados da Universidade de Toronto, em 30 de setembro de 1907. A AEA produziu uma quantidade de desenhos similares de biplanos, bastante influenciados pelo trabalho dos irmãos Wright, e eles começaram a voar com sucesso crescente em 1908. O seu primeiro modelo a voar foi o 'Red Wing em 12 de março de 1908, pilotado por Baldwin, voando por 97 m antes de ser destruído numa forte queda. Seu sucessor, o White Wing, equipado com ailerons fez três voos em maio, o melhor deles de 310 m, antes de também ser destruído numa queda. Em 4 de julho de 1908, o seu próximo modelo, o June Bug, pilotado por Glenn Curtiss, ganhou o troféu Scientific American para o primeiro voo de um quilômetro oficialmente observado na América do Norte.

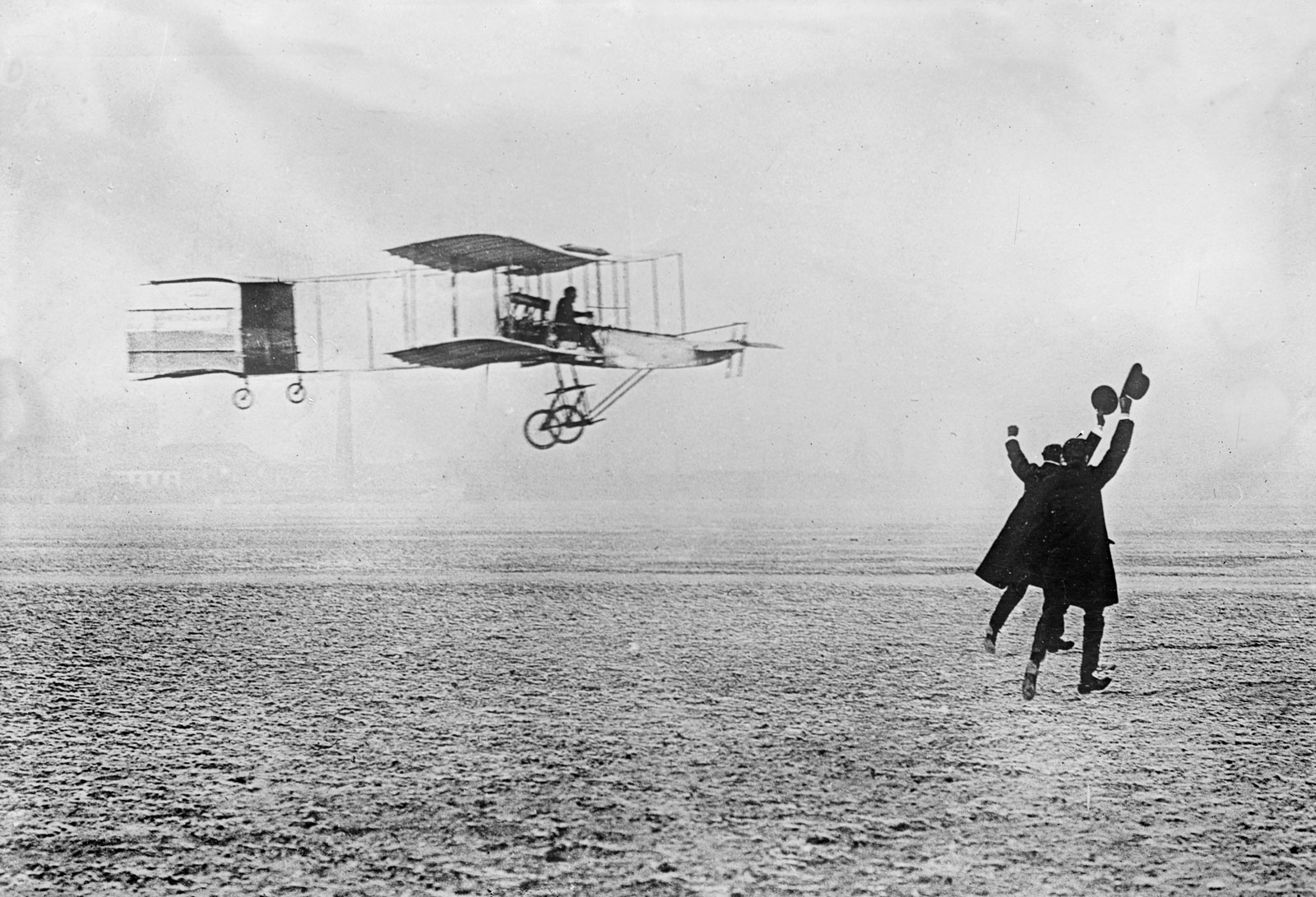
Henri Farman vencendo o Grand Prix d'Aviation
em 13 de janeiro de 1908.

Em 1908, Wilbur Wright finalmente visitou a Europa, e em agosto, fez uma série de voos de demonstração que de forma convincente apresentaram a superioridade do seu avião à comunidade da aviação europeia, particularmente a sua capacidade de efetuar curvas com inclinação. O primeiro voo, durou apenas 1 minuto e 45 segundos, no qual dois círculos foram completados, mas o efeito foi profundo. Louis Blériot afirmou: "Eu considero que para nós na França, em todos os lugares, uma nova era do voo mecânico teve início. Eu não estou suficientemente calmo depois do evento para expressar minha opinião de forma detalhada. Minha visão, pode ser melhor expressa pelas palavras: isso é maravilhoso" Léon Delagrange disse simplesmente: "Nós fomos batidos".
Depois dessas demonstrações, Henri Farman equipou seu biplano Voisin com ailerons para conseguir a controlabilidade completa exibida por Wilbur Wright. Depois de uma discussão com Gabriel Voisin ele criou o seu próprio negócio de fabricação de aviões. Seu primeiro projeto, o Farman III (os Farnman I e II, foram aeronaves Voisin que ele adquiriu) foi um dos mais bem sucedidos modelos de avião da era pioneira, e foi bastante copiado por outros fabricantes.

## O voo como uma tecnologia estabelecida

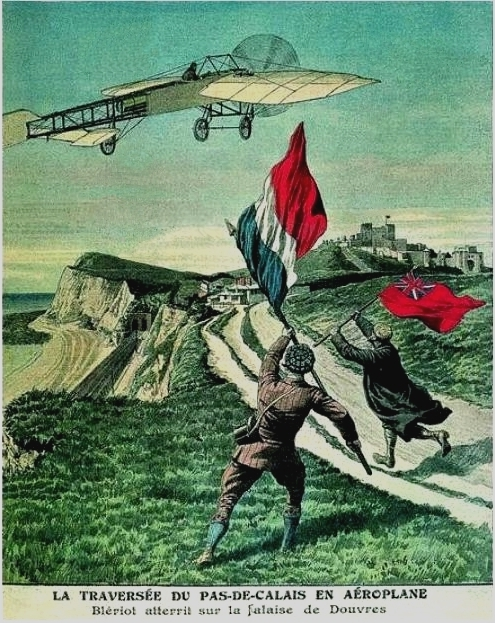
Ilustração contemporânea do pouso de Bleriot em Dover.

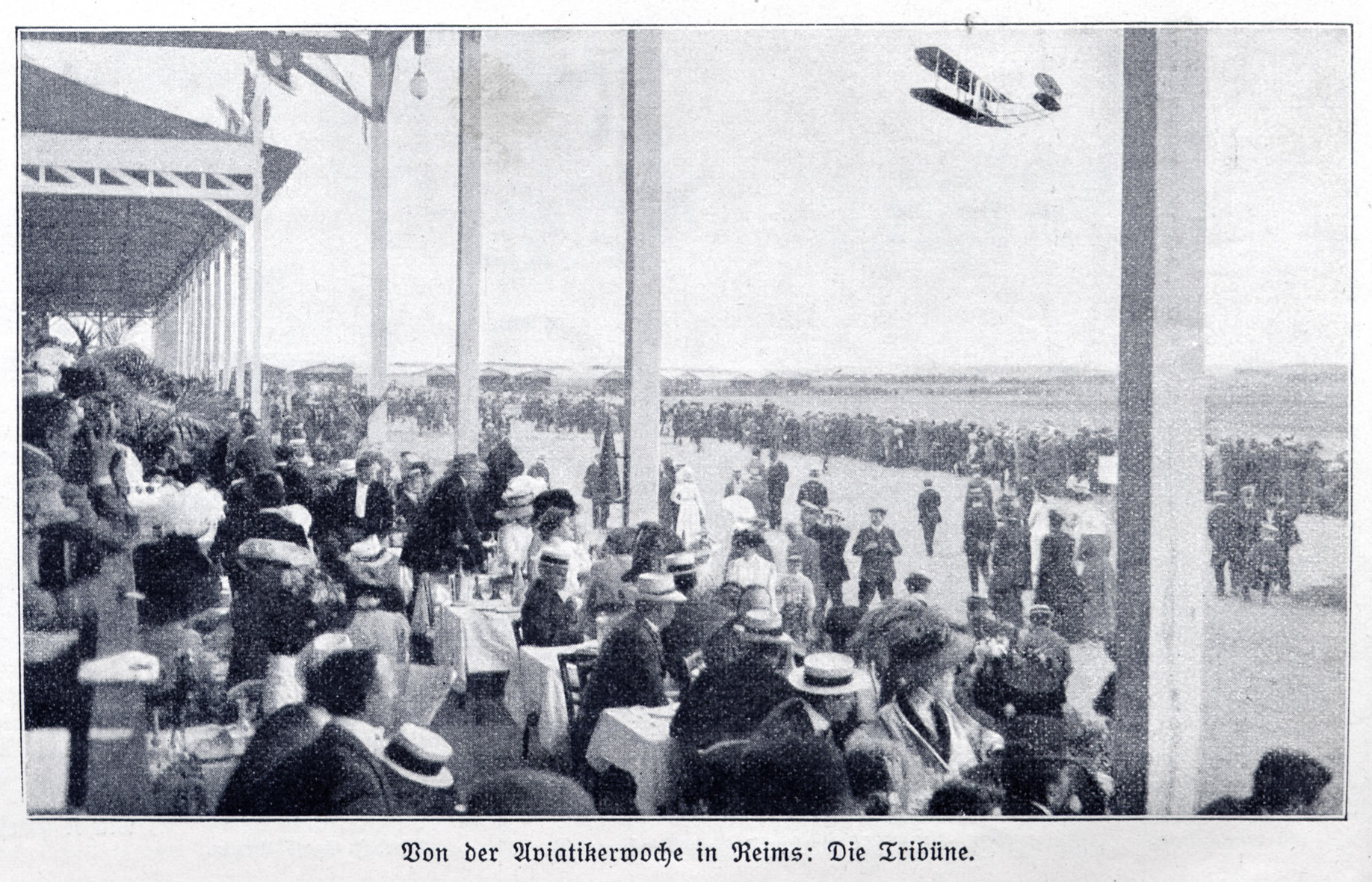
Um Wright Model A voa em frente a plateia na Grande Semaine d'Aviation de la Champagne de Reims em 1909.

1909 pode ser considerado o ano em que a era da aviação teve início, com uma série de fatos marcantes. Ao final de 1908, a primeira exposição voltada para aeronaves ocorreu em Grand Palais, Paris, e esta foi logo seguida pela London Aero Exhibition em Olympia, em maio de 1909. O Aéro-Club de France concedeu "licenças especiais" de piloto em janeiro, para um grupo seleto de oito pioneiros da aviação, entre eles: Santos Dumont e os Irmãos Wright. A primeira revista inglesa dedicada ao assunto, a Flight publicou sua primeira edição em janeiro. O jornal britânico Daily Mail ofereceu alguns prêmios com a intenção de incentivar a aviação: em 1906 ele ofereceu um prêmio de £ 10 000 para o primeiro voo entre Londres e Manchester. Em forma de deboche, a revista satírica Punch respondeu oferecendo um prêmio semelhante para um voo à Marte. Em junho de 1909, Louis Blériot ganhou o prêmio de £ 1 000 pelo primeiro voo a cruzar o Canal da Mancha. Um jornal da época relatou o feito com a seguinte manchete: "A Grã-Bretanha não é mais uma ilha.", e o voo causou uma reavaliação na confiança britânica na sua marinha para a sua estratégia de defesa. Blériot adquiriu fama mundial, e a publicidade resultou em mais de cem encomendas do seu avião em poucas semanas.
Nesse ano, também ocorreu a Grande Semaine d'Aviation em Reims, com um público de meio milhão de pessoas, incluindo Armand Fallières, presidente da França; Alberto I da Bélgica e importantes figuras políticas britânicas, incluindo: David Lloyd George, que mais tarde comentou: "Máquinas voadoras não são mais brinquedos e sonhos; elas são um fato estabelecido" Uma segunda feira de exibição aeronáutica ocorreu em outubro no Grande Palais em Paris, com 100 000 visitantes. Nos Estados Unidos, Wilbur Wright fez dois voos espetaculares sobre o porto de Nova Iorque partindo da Governor's Island. Em 29 de setembro ele fez um voo curto circulando a Estátua da Liberdade, e em 4 de outubro ele fez um voo de 21 km em 33 minutos sobre o rio Hudson, testemunhado por cerca de um milhão de nova-iorquinos.

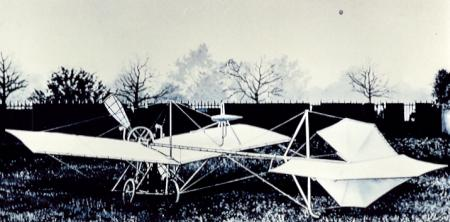
Uma das primeiras versões do Demoiselle de Santos Dumont.

O ano de 1909, marcou também uma grande evolução no trabalho de Santos Dumont, com o seu "Demoiselle", que se aproximava muito mais da concepção de um "avião" na acepção da palavra, totalmente controlável e capaz de realizar voos longos de alguns quilômetros, além de quebrar alguns recordes. No dia 8 de abril, com o Demoiselle IV, ele realizou um voo de 2 500 metros a 20 de altura.
Em setembro, já com um motor Darracq de 30 hp no Demoiselle VI, ele efetuou seus voos mais longos e numa sequência impressionante: no dia 13 um voo de 8 quilômetros em 5 minutos, numa média de 96 km/h, velocidade inédita para um veículo aéreo. No dia seguinte fez o voo de volta, em 12 minutos com vento contrário.
No dia 15, quebrou o recorde mundial de distância de decolagem, alçando voo em apenas 70 metros e 6,25 segundos. No dia seguinte, quebrou o próprio recorde, decolando em 60 metros, e efetuando um voo de 10 minutos e 27 segundos. Pouco depois decolou novamente, carregando um lastro de 20 kg. Para provar a estabilidade do Demoiselle, ele soltou o lastro em pleno voo diante de um público de cerca de três mil pessoas, sem que nada disso afetasse o comportamento do avião, que aterrissou 2 minutos mais tarde perto do hangar de Saint-Cyr.
No dia 17 o aviador efetuou dois voos partindo de Saint-Cyr com o Demoiselle VI. No segundo, tomou a direção de Rambouillet, e 18 quilômetros e 16 minutos depois pousou em Wideville, no Castelo d’Aion, pertencente ao Conde de Galard, onde jantou e pernoitou. Na manhã do dia 18 o avião foi desmontado por três mecânicos de Dumont e levado num carro de volta ao hangar. No dia 19, um domingo, diante de mais de cinco mil parisienses vindos a Saint-Cyr, o aviador fez duas exibições, uma de 8 minutos e outra de 3, e uma vez mais demonstrou a estabilidade do avião, largando os comandos e mantendo os braços afastados por boa parte dos voos.

## Início de uma indústria

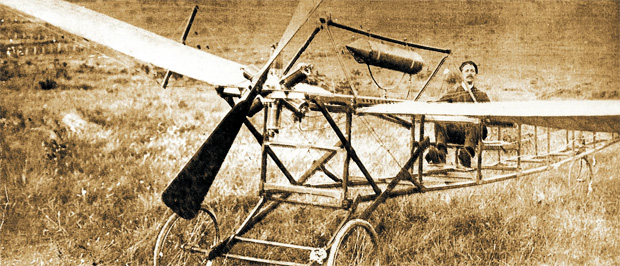
Dimitri Sensaud de Lavaud (1882-1947), a bordo do aeroplano São Paulo, no qual realizou o primeiro voo de um aeródino na América Latina, em 7 de Janeiro de 1910.

Antes de 1910, a maioria dos fabricantes de aviões eram entusiastas da aviação, a maioria de famílias ricas. Blériot financiou seus experimentos com o lucro de seu rentável negócio de fabricação de faróis de automóveis.
Na Grã-Bretanha, Frederick Handley Page criou uma empresa de aeronaves em 1909 mas era muito baseado na venda de componentes, como juntas e cabos de sustentação para outros entusiastas, enquanto a Short Brothers, que havia entrado no negócio fabricando balões, transferiu seus interesses para os mais pesados que o ar, e iniciou a produção sob licença dos modelos Wright e trabalhando em seus próprios projetos. Esse ano também marcou o ingresso nesse ramo de pessoas que viam a aviação apenas como oportunidade de negócio. em janeiro de 1910, Sir George White, presidente da Bristol Tramways, criou a Bristol and Colonial Aeroplane Company, investindo £ 25 000 no negócio. No mesmo ano, o negociante de seda Armand Deperdussin criou a companhia de mesmo nome. Em 1911, a gigante dos armamentos Vickers criou um departamento de aeronaves. No entanto, a maioria dos fabricantes de aeronaves desse período, trabalhavam em pequena escala, e poucos projetos eram produzidos em quantidades pouco maiores, ficando a maioria na casa das dezenas.

## Desenvolvimento técnico
Um bom indicativo do progresso durante esse período pode ser constatado pelos resultados da Copa Gordon Bennett. Na primeira edição da competição em 1909, durante a Grande Semaine d'Aviation em Reims, num circuito de 20 km foi vencida por Glenn Curtiss com a velocidade de 75,27 km/h. Já em 1913, a última edição da competição antes da Guerra, a corrida foi num circuito de 200 km e a velocidade do vencedor, Maurice Prévost, foi de 200,8 km/h. Ao final de 1909 o recorde de distância em voo era de 234,30 km e o de altitude de 453 m. Já ao final de 1913 o recorde de distância era de 1 021,19 km e o de altitude de 6.120 m.

### Construção

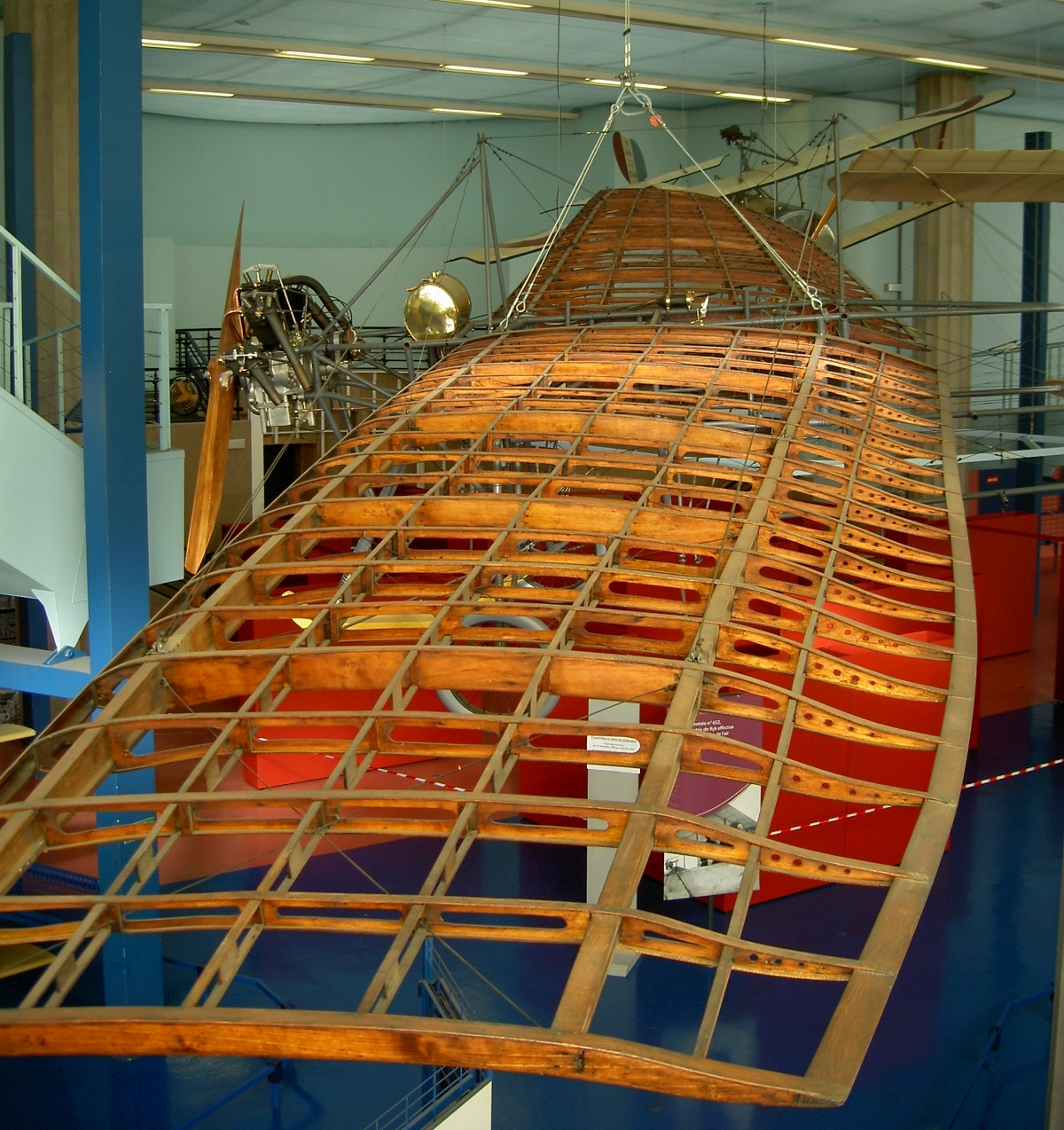
O Vickers R.E.P. Tipo Monoplano preservado no Musée de l'Air na França.

A maioria dos aviões dessa era pioneira era construída de madeira, usando juntas de metal e cordas de piano ou cabos de aço para prender as partes constituintes (asas e fuselagem).
Apesar dos aviões dessa era ser frequentemente descritos como construídos de ripas de madeira e tecido, a sua construção era consideravelmente sofisticada. A construção em madeira envolvia vários tipos diferentes de madeira de acordo com suas propriedades mecânicas; o freixo e o espruce eram os mais comumente usados, apesar de nogueira, mogno e álamo também ser empregados. Os suportes eram em geral peças furadas nas quais duas peças eram alinhadas e inseridas, uma em cada lado, colando todo o conjunto, normalmente usando um sistema de chanfros para fortalecer a junção. As longarinas das asas, também eram feitas com várias composições de madeira, e as nervuras eram estruturas complexas. Quando foram construídas réplicas do Bristol Boxkite de 1910 para o filme Those Magnificent Men in their Flying Machines, uma análise de estresse moderna foi feita, e concluiu que a estrutura estava de acordo com as especificações modernas.
O uso de metal na construção da estrutura era pouco comum: Robert Esnault-Pelterie usou tubos de aço para construir a fuselagem da sua aeronave já em 1907, e Louis Breguet foi outro pioneiro no uso de metal, usando seções de aço na construção da fuselagem, tubos de aço para as longarinas, alumínio prensado para as nervuras e chapas de alumínio para a cobertura da fuselagem.
Essa era também foi palco do primeiro uso da estrutura monocoque de construção, primeiro no Aero-Cigare de Eugene Ruchonnet e mais tarde no Deperdussin Monocoque de 1912, que ganhou a corrida Gordon Bennett em 1912 e 1913. Um outro avanço estrutural influente (porém mal-sucedido) foi o do Antoinette Monobloc, que foi o primeiro monoplano a ter uma asa em cantilever sem nenhum cabo de sustentação externo.
Os primeiros aviões eram cobertos com uma variedade de tecidos, incluindo algodão emborrachado e seda envernizada. O desenvolvimento da "laca plastificante" específica para uso aeronáutico em 1911 foi uma grande evolução tecnológica, e rapidamente adotada por todos os fabricantes. Essa tecnologia permitiu proteger o tecido contra a contaminação da gasolina, além de manter o tecido esticado.

### Configuração

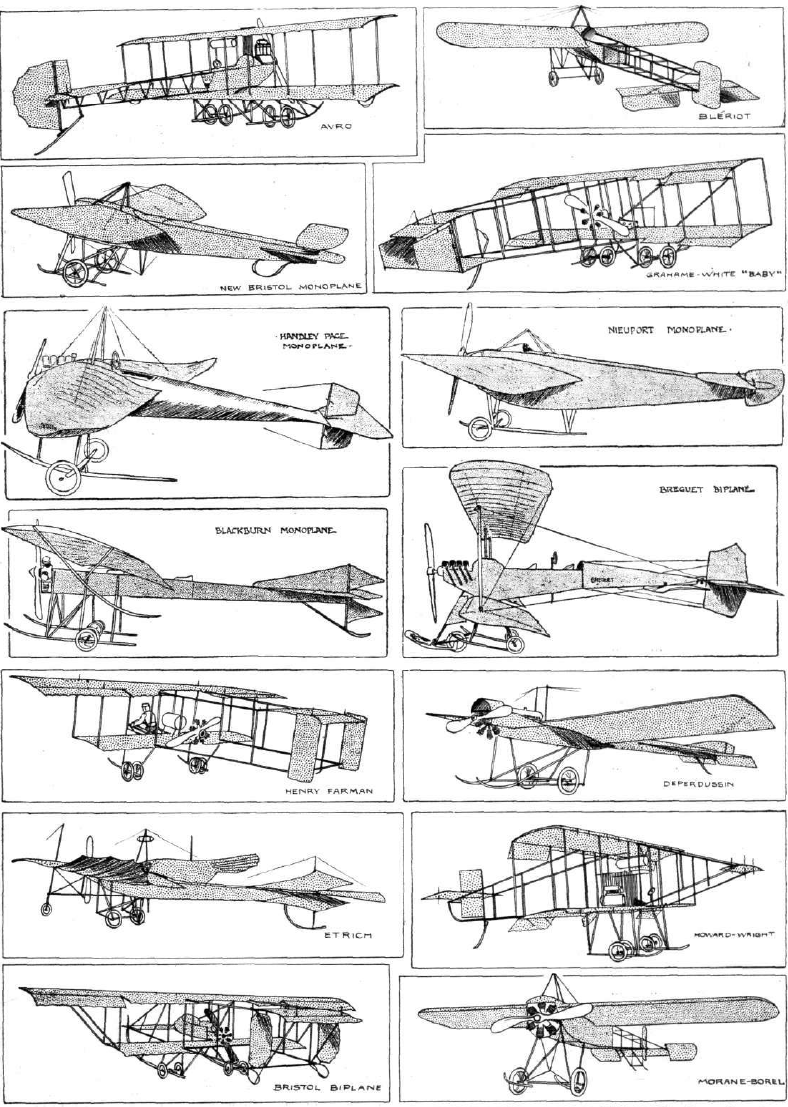
Aviões típicos de 1911: uma ilustração da Flight dos competidores da Daily Mail Circuit of Britain Air Race de 1911.

Na Grand Semaine d'Aviation de 1909, os aviões que competiam, eram de duas configurações básicas: monoplanos em configuração por tração, como os Blériot e Antoinette; e biplanos em configuração por impulsão com profundores montados à frente, representados pelos Voisin (cópias licenciadas do avião dos irmãos Wright), pelo Curtiss No. 2 de Glenn Curtiss e pelo Farman III. Todos os aviões na competição exceto os biplanos Voisin tinham controle de rolagem, usando ailerons ou um sistema de arqueamento de asas. O projeto dos Wright diferia dos demais por não ter nenhuma superfície de estabilização horizontal traseira. Fabricantes de biplanos em configuração por impulsão em sua quase totalidade adotavam o uso de estabilizadores horizontais montados na traseira, e os projetos com profundores na dianteira ficavam mais raros: os irmãos Wright adotaram essa configuração no seu "Wright Model B" de 1910. O monoplano em tração e o biplano em impulsão foram as configurações dominantes nos anos seguintes, apesar de os projetistas experimentarem várias outras configurações.
Um dos mais bem sucedidos biplanos em impulsão foi o Farman III, desenvolvido por Henri Farman, que depois de uma breve associação com Gabriel Voisin, manteve o layout básico dos modelos de Voisin, mas incorporando ailerons, trem de pouso modificado com a adição de esquis para prevenir capotamentos durante os pousos e uma estrutura modificada, eliminando a cabine do piloto e montando o profundor frontal em suportes mais longos. Esse desenho foi copiado por muitos construtores, e foi tão influente que quando Mervyn O'Gorman criou um modelo para classificar os produtos da Royal Aircraft Factory de acordo com a sua configuração, esses aviões receberam a designação de "F.E" de "Farman Experimental". Todos os aviões à tração foram designados como "B.E" de "Blériot Experimental", apesar de todos os "B.E." produzidos terem sido biplanos, diferente dos modelos pelos quais Blériot ficou conhecido.
O biplano à tração, que se tornou a configuração de avião dominante até a década de 1930, foi um desenvolvimento posterior. O primeiro avião desse tipo foi o De Pischoff biplano que foi construído em 1907, mas não foi bem-sucedido. O primeiro avião desse tipo a voar foi o Goupy No.2, que voou em março de 1909: o desenho foi descrito pela Flight como "algo pouco usual", e Breguet descreveu o seu Type III, um biplano à tração, como um "monoplano de superfície dupla", mas a configuração não se difundiu até 1911, com a produção do Avro 500 e do RAF B.E.2. O Avro 500 foi desenvolvido gerando o Avro 504, que continuou em uso até a década de 1930. A Avro também produziu o primeiro avião com acomodações cobertas para toda a tripulação, o Avro Tipo G de 1912. O Blériot Aero-Taxi de 1911 tinha acomodações fechadas para seus quatro passageiros, mas o piloto ficava exposto.

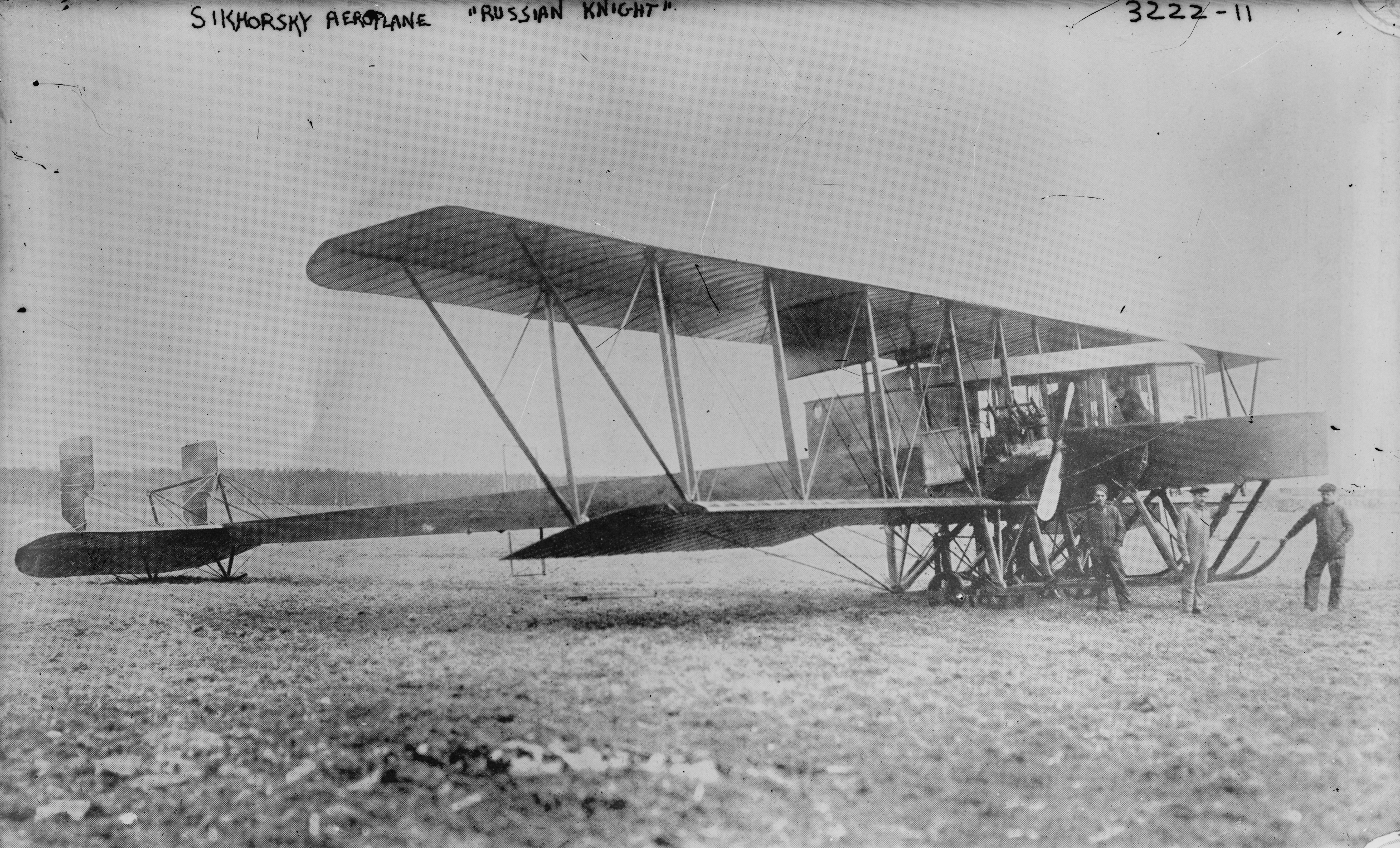
O Sikorsky Bolshoi de 1913.

Outras configurações foram experimentadas. A configuração canard usada pelos irmãos Wright e por Santos Dumont no seu 14-bis, foi usada por Henri Fabre para o seu Hydravion, o primeiro hidroavião bem-sucedido, em 1910. Outros projetos canard desse período foram: o Voisin Canard, os monoplanos da ASL Valkyrie e também pelo primeiro modelo da Royal Aircraft Factory, o S.E. 1, mas essa configuração foi, em geral, descartada. Exemplos de outras configurações tais como: asas fechadas e asas em tandem, foram construídas, mas com pouco sucesso.
Os primeiros aviões adotavam várias configurações de controles. O uso de um bastão (joystick), para controlar a arfagem e a rolagem, foi patenteado por Robert Esnault-Pelterie em 1907 e um arranjo similar foi usado por Blériot, mas os monoplanos Antoinette eram controlados por um par de rodas ao lado da cabine, uma para operar o arqueamento das asas e outra para o profundor, já o Wright Model A tinha uma alavanca para controlar o arqueamento das asas e o leme; e outra para controlar o profundor.
Com poucas exceções, os aviões da era pioneira, eram relativamente pequenos, usando um único motor e projetados para levar no máximo duas ou três pessoas. Projetos com mais de um motor foram produzidos pela Short Brothers, que construiu algumas variantes do seu modelo Short S.27 uma evolução do seu "Tipo Farman". No entanto, a intenção de usar um par de motores nesses aviões era se precaver contra falhas nos motores, e não a de simplesmente produzir um avião maior, como o Voisin Aero-Yacht, projetado para carregar seis pessoas com envergadura de 22,5 m, que possuía apenas um motor. O primeiro avião multi motor bem-sucedido, foi o Bolshoi de Igor Sikorsky, que voou pela primeira vez em maio de 1913 com dois motores e mais tarde equipado com quatro.

### Desenvolvimento dos motores

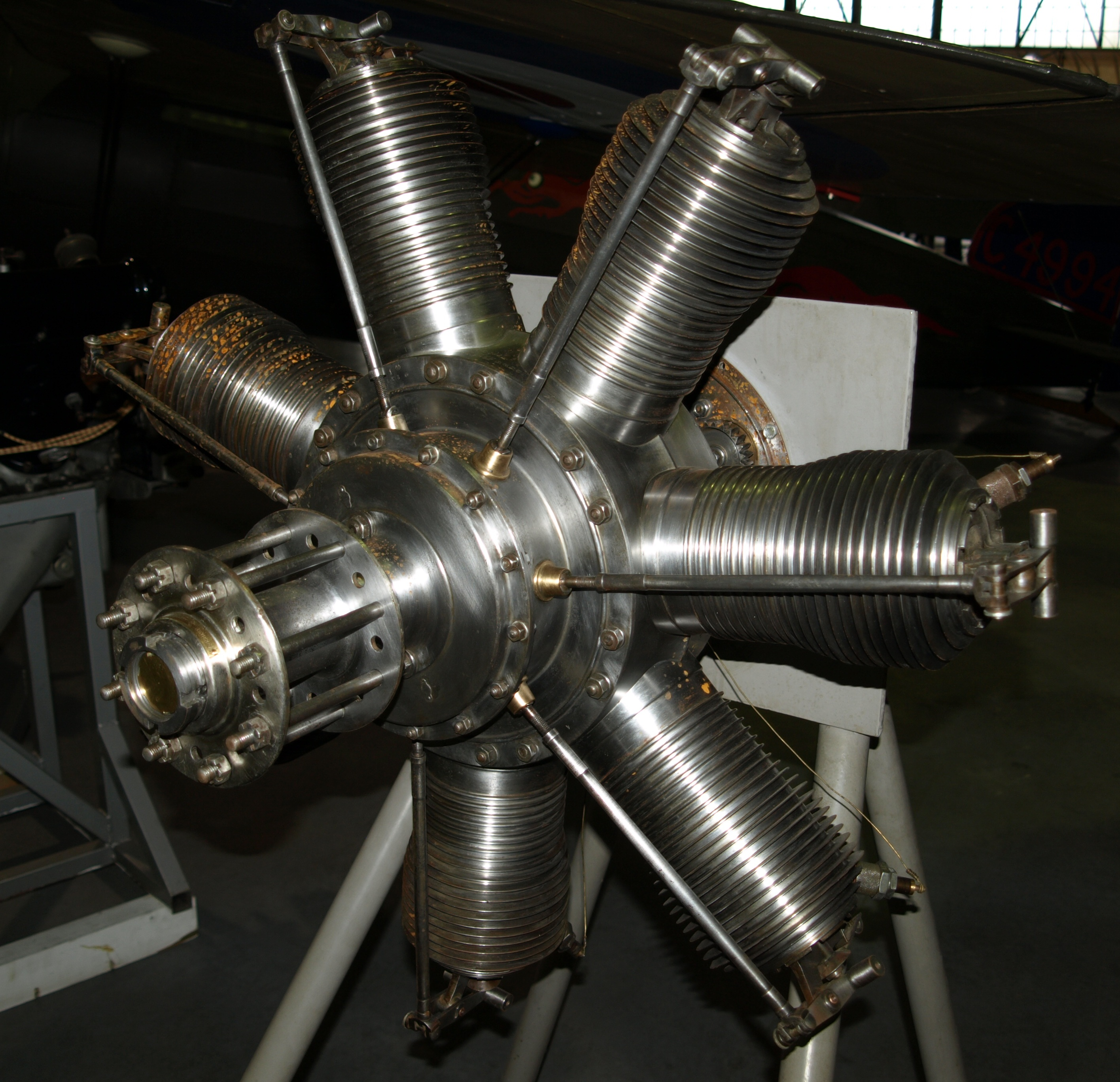
O Gnome Omega.

O desenvolvimento dos primeiros aviões esteve muito ligado ao desenvolvimento dos motores de combustão interna, e o problema de se manter no ar era uma questão de ter um motor suficientemente potente mas também leve e confiável. A maior parte dos motores no início desse período, não eram nem potentes nem confiáveis o suficiente para uso prático, e o desenvolvimento de motores melhores andou de "mãos dadas" com o desenvolvimento dos aviões em si.
Os irmãos Wright não conseguiram encontrar um motor adequado, e com a ajuda de seu mecânico, fabricaram o seu próprio. Eles usaram um único motor de 12 hp com quatro cilindros em linha refrigerado à água e injeção de combustível.
O primeiro modelo a ser largamente utilizado para equipar aviões foi o Antoinette V8 refrigerado à água, projetado por Léon Levavasseur. O Antoinette 8V incorporava injeção direta de combustível, refrigeração por evaporação de água e outras características avançadas, pesando 95 kg e produzindo 50 hp. Introduzido em 1906, esses motores foram usados, entre outros, por Santos Dumont, os primeiros aviões Voisin e Samuel Cody.
O britânico Green C.4 de 1908 seguiu o desenho dos irmãos Wright de um motor de quatro cilindros em linha refrigerado à água, mas produzindo 52 hp. Ele equipou vários dos primeiros aviões, incluindo os de Alliott Verdon Roe.
Projetos com os cilindros horizontais e opostos foram também usados com algum sucesso. O de Havilland Iris de quatro cilindros refrigerado à ar atingiu 45 hp, mas foi pouco utilizado, enquanto o bem-sucedido Nieuport de dois cilindros atingiu 28 hp em 1910.
No ano de 1909, os motores radiais surgiram com força. o Anzani 3-cilindros semi radial ou "em leque" de 1909 (também construído na forma de um verdadeiro radial com os cilindros em ângulo de 120º) desenvolvia apenas 25 hp, mas era muito mais leve que o Antoinette, e foi escolhido por Louis Blériot para o seu voo que cruzou o Canal da Mancha. Um grande avanço veio com a introdução do Gnome Omega dos irmãos Seguin, um motor giratório exibido no Salão Aéreo de Paris em 1908, e tendo equipado um avião pela primeira vez em 1909. Esse motor foi construído de forma que o cárter juntamente com os cilindros giravam, assegurando um fluxo de ar adequado para resfriar os cilindros, mesmo quando o avião não estava se movendo. Apesar desse tipo de motor ter sido introduzido muito antes, em 1887 por Lawrence Hargrave, melhorias feitas no Gnome, criaram um desenho robusto, relativamente confiável e leve, que revolucionou a aviação e continuou sofrendo evoluções durante os próximos dez anos. O combustível era injetado em cada cilindro, diretamente do cárter, permitindo o uso de apenas uma válvula de exaustão. Produzindo 50 hp para um peso 75 kg, este motor se tornou rapidamente o mais utilizado em aviões; a companhia começou a produzir variantes desse motor cada vez mais potentes, primeiro aumentando a cilindrada, e em seguida produzindo motores com duas fileiras de cilindros. O maior e mais potente deles foi o Le Rhône 80 hp, introduzido em 1913 e foi largamente adotado para uso militar.
Os modelos com cilindros em linha e dispostos em "V" continuaram populares, com a empresa alemã DMG introduzindo uma série de modelos de seis cilindros refrigerados à água. Em 1913, eles introduziram o muito bem-sucedido Mercedes D.I de 100 hp.
Uma outra área de avanço foi a de fabricantes especializados em hélices. Apesar dos irmãos Wright terem desenvolvido suas próprias hélices de alta performance e Hiram Maxim ter também efetuado pesquisas no desenho de hélices, a maior parte desse trabalho não era conhecido, e os pioneiros iniciais como Voisin e Santos Dumont usaram hélices ineficientes com lâminas planas de alumínio montadas num tubo de aço. O primeiro projeto de hélice europeia realmente eficiente foi produzido por Lucien Chauvière, que estudou a teoria do desenho de hélices quando estudante na École des Arts et Métiers em Angers. Chauvière foi o pioneiro de uma sofisticada técnica usando lâminas de nogueira. Uma das hélices de Chauvière foi usada no voo de Blériot sobre o Canal da Mancha, e a importância da contribuição de Chauvière foi reconhecida, sendo ele agraciado com uma medalha de prata pelo Aéro-Club de France.

### Teoria
A conquista do voo motorizado levou à criação de centros de pesquisa aeronáutica em vários países. Em 1907, Ludwig Prandtl, que se juntou à Universidade de Göttingen em 1904, fundou a Modellversuchsanstalt für Aerodynamik der Motorluftschiff-Studiengesellschaft (sociedade para testar modelos aerodinâmicos de dirigíveis motorizados). A Universidade de Göttingen se tornou líder mundial em pesquisa aerodinâmica. Em 1909, Henri Deutsch de la Meurthe apoiou a criação de um departamento dedicado à aeronáutica na Universidade de Paris. Na França, o famoso engenheiro Gustave Eiffel executou uma série de experimentos para investigar os efeitos da resistência do vento ao movimento de corpos jogando dispositivos de teste presos a um cabo a partir da Torre Eiffel: mais tarde ele construiu um túnel de vento na base da torre na qual modelos de todos os primeiros aviões franceses eram testados, e efetuou um trabalho pioneiro voltado à seções de aerofólios.

## Treinamento de pilotos
Muitos dos fabricantes de aviões dessa era pioneira, tinham suas próprias escolas de pilotagem. O treinamento dos pilotos era rudimentar: apesar do Wright Model A usado pelos irmãos Wright para treinamento na Europa ter sido equipado com controles duplos, essa não era uma prática usual, e os aspirantes a piloto eram geralmente colocados nos controles de um avião e encorajados a progredir a partir de manobras de taxiamento, para voos curtos em linha reta e depois a voos envolvendo curvas. Algumas vezes, algum nível de experiência com os controles em terra era obtido usando máquinas sem capacidade de voo com as asas cortadas como o Blériot Pinguin. A maior parte dos voos de treinamento era feita no início da manhã quando os ventos tendem a ser fracos, e o tempo gasto para qualificar um piloto para a licença dependia muito das condições climáticas.

## Impacto popular

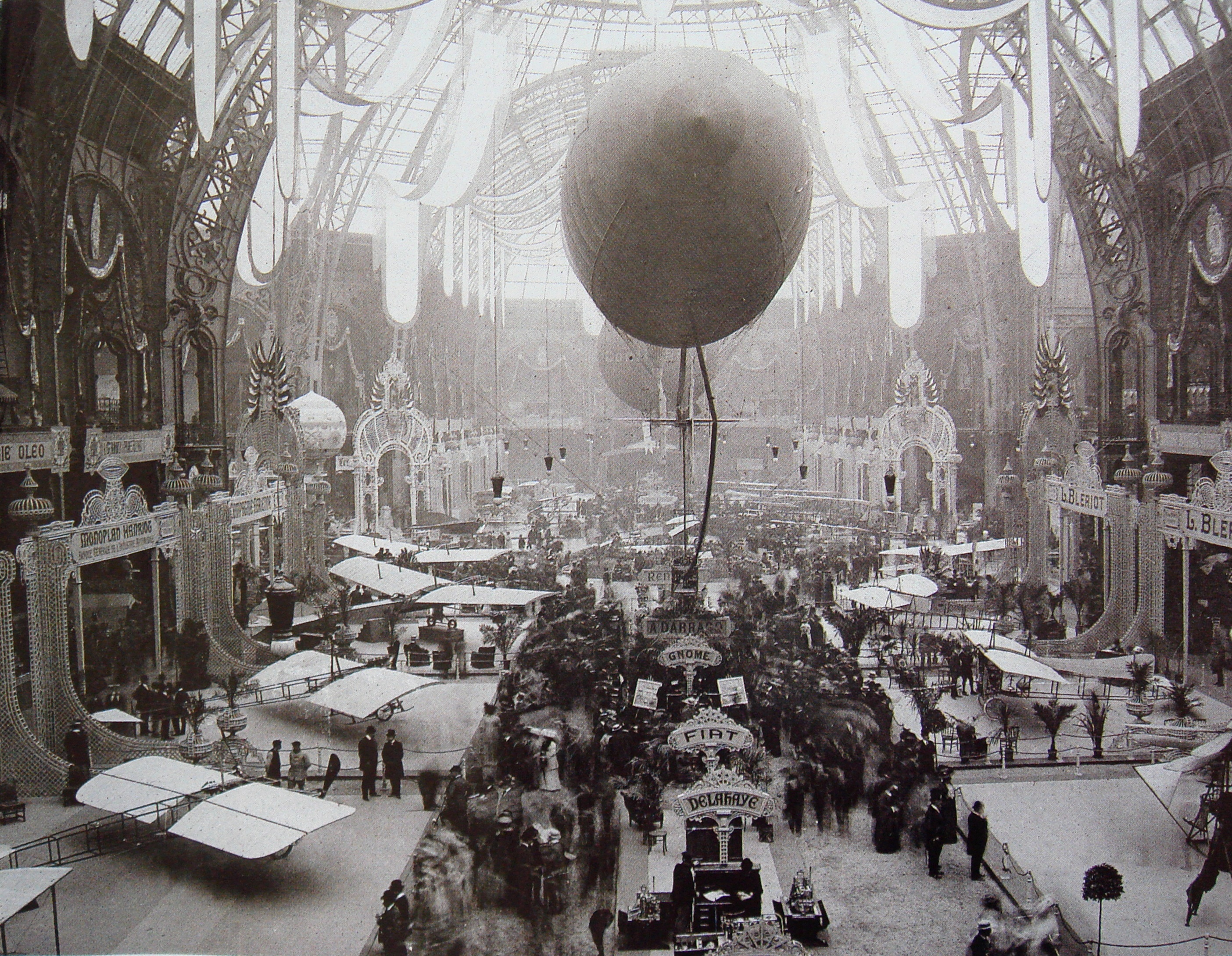
Vista do Salon de la locomotion aérienne de 1909.

Os voos de Santos Dumont em seus dirigíveis, já o haviam transformado em celebridade, e enquanto o balonismo permanecia sendo uma atividade popular entre os nobres, a aviação dos mais pesados que o ar se tornou rapidamente um esporte popular para espectadores, e os maiores centros de aviação como Issy-les-Moulineaux, Brooklands e o Aeroporto de Hendon atraiam multidões de curiosos. O primeiro encontro de aviação ocorreu em Juivisy em maio de 1909 e foi seguido pela Grand Semaine d'aviation em agosto: mais tarde naquele ano, encontros de aviação ocorreram na Inglaterra, em Doncaster e Blackpool, e voos de exibição foram feitos em várias cidades europeias, incluindo: Berlim, Viena e Bucareste.
A primeira exibição pública de voos em Brooklands, já estabelecido como um circuito de corridas, ocorreu no final de outubro de 1909 por Louis Paulhan: cerca de 2 000 espectadores assistiram ao voo executado por ele a 220 metros de altitude. Brooklands logo se tornou um dos maiores centros britânicos da atividade de aviação, com várias escolas de pilotagem. Em 1910, Louis Paulhan e Claude Grahame-White competiram para vencer o prêmio Daily Mail por um voo entre Londres e Manchester, influenciando a criação, a partir de 1911, de outras grandes corridas aéreas de longa distância, tais como o Circuito Europeu e o Derby Aéreo que também atraíram grandes plateias.

## Interesse militar
O uso militar de balões já era bastante difundido: balões foram empregados já na Guerra Civil Americana (1861-1865) e na Guerra dos Bôeres (1899-1902). Muitos militares tradicionalistas se recusavam a encarar os aviões como algo mais que "brinquedos", mas essa atitude era compensada por aqueles que apoiavam a nova tecnologia, e tanto os Estados Unidos quanto a Europa criaram grupos de aviação militar dos mais pesados que o ar ao final de 1911.
A França tinha o exército mais adaptado ao setor aéreo. A escola de balões em Meudon vinha sendo há um bom tempo, um centro de inovação, e em dezembro de 1909, o Ministère de la Défense começou a enviar oficiais e suboficiais do exército para treinamento como pilotos em escolas civis. Em março de 1910, o Établissement Militaire d'Aviation foi criado para conduzir experimentos com aviões, e em 22 de outubro de 1910, a Aéronautique Militaire foi criada, como um braço do exército. Em fevereiro de 1912, os militares franceses estimavam ter gasto doze milhões de francos na aviação, e afirmavam possuir 208 aviões, com a intenção de aumentar o número para 334 até o final daquele ano. Nessa época, o governo britânico planejava gastar £ 133 000 na aviação, das quais £ 83 000, especificamente para os mais pesados que o ar.
Na Inglaterra, experimentos com voos dos mais pesados que o ar estavam sendo feitos na Army Balloon Factory em Farnborough sob o comando do coronel John Capper. Em outubro de 1908 Samuel Cody pilotou o British Army Aeroplane No 1 por um distância de 424 m e J. W. Dunne fez alguns experimentos bem-sucedidos, e altamente secretos, com planadores em Blair Atholl na Escócia, mas em 1909 o British War Office interrompeu todo o financiamento da aviação dos mais pesados que o ar, preferindo usar sua verba em dirigíveis. Em um esforço para racionalizar a pesquisa aeronáutica, o Secretário de Guerra, Richard Haldane, criou o Advisory Committee for Aeronautics indicando Mervyn O'Gorman, um engenheiro elétrico com grande experiência gerencial, como diretor da fábrica de balões.
Em 1911 o War Office criou o Air Battalion, formado pela Companhia No. 1 (dirigíveis) em Farnborough e a Companhia No. 2 (aviões) em Lark Hill, Salisbury Plain. Os primeiros pilotos militares tiveram que aprender a voar às suas próprias custas, muito fazendo isso na escola Bristol, criada em 1910 em Lark Hill. Dois Bristol Boxkite da escola participaram das manobras do exército de 1910 em Salisbury Plain, um deles equipado com um rádio transmissor. No final de 1910, Francis McClean ofereceu alugar dois aviões ao Almirantado para que fossem usados para treinar oficiais da marinha como pilotos e George Cockburn se ofereceu para atuar como instrutor. Quatro oficiais foram selecionados para esse treinamento na base de Eastchurch, iniciando os treinamentos em 1 de março de 1911 e obtendo suas licenças em seis semanas. Em outubro de 1911, a Royal Navy comprou os dois aviões e criou a Naval Flying School em Eastchurch. Em 1912, um contrato foi estabelecido com a Vickers para produzir o primeiro avião projetado especificamente para combates aéreos, o Experimental Fighting Biplane No.1. Anteriormente, Voisin exibiu (sem possibilidade prática) um avião equipado com uma pesada "mitrailleuse", no Salão Aéreo de Paris de 1911, e os franceses também fizeram testes equipando os modelos de avião então existentes com metralhadoras.

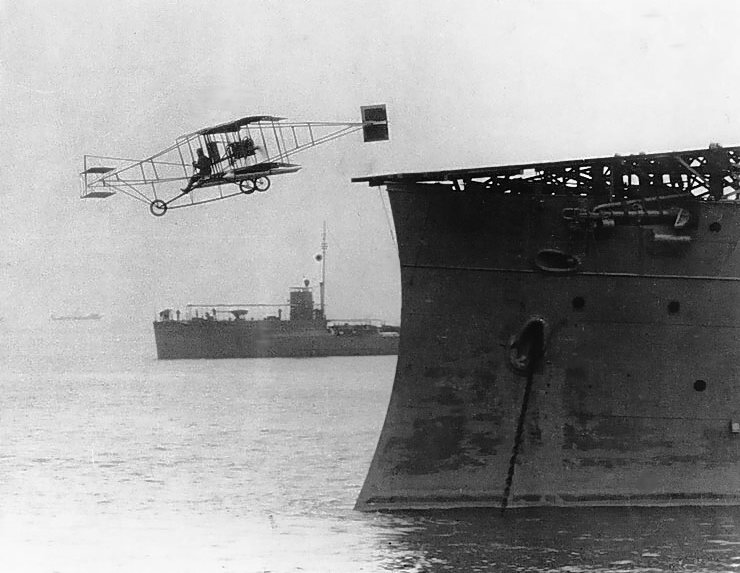
Ely decola do USS Birmingham, em 14 de novembro de 1910.

Nos Estados Unidos, os irmãos Wright, depois de muitas tentativas, conseguiram atrair a atenção dos militares do exército, e em dezembro de 1907 o United States Army Signal Corps publicou a especificação para um avião militar. Orville Wright fez uma demonstração bem-sucedida em 3 de setembro de 1908.
Em 17 de setembro, um voo foi feito com o tenente Thomas Selfridge a bordo como um observador oficial. Com poucos minutos de voo a cerca de 30 metros de altitude, uma hélice se quebrou deixando o Flyer fora de controle, caindo logo em seguida. Selfridge fraturou o crânio e morreu naquela tarde no hospital do exército que ficava próximo, tornando-se a primeira pessoa a morrer na queda de um avião. Orville também se feriu gravemente.
A Divisão Aeronáutica do Signal Corps foi pioneira na aviação naval, com a primeira decolagem a partir de um navio sendo executada em 14 de dezembro de 1910 por Eugene Ely usando um biplano Curtiss que decolou a partir de uma plataforma temporária montada na proa do cruzador rápido, USS Birmingham. Dois meses depois, em 18 de janeiro de 1911, Ely pousou numa plataforma no cruzador blindado, USS Pennsylvania.
O primeiro uso real de um avião em uma guerra, ocorreu na Itália durante a guerra ítalo-turca de 1912, onde aviões foram empregados para bombardeio e reconhecimento (inclusive tirando fotografias aéreas das posições inimigas). Aviões também foram usados nas guerras dos Balcãs de 1912-1913.